# Błaki
Błaki – wieś w Polsce położona w województwie wielkopolskim, w powiecie nowotomyskim, w gminie Miedzichowo, otoczona lasami.
W pobliżu wsi wypływa Sucha, dopływ Czarnej Wody. 
Wieś dawniej nazywała się Suche Holendry, a niemiecką nazwą było Blake i istniała przynajmniej pod koniec XVIII wieku. Nazwa Błaki istniała pod koniec XIX wieku. Wchodziła w skład powiatu bukowskiego z siedzibą w Lutomyślu (Nowym Tomyślu). Należała wtedy do dóbr lwóweckich, a jej właścicielem był Melchior Korzbok Łącki. Wieś obejmowała obszar 499 ha i liczyła 35 dymów (domostw) i 255 mieszkańców, z czego 7 było wyznania katolickiego.
W latach 1975–1998 miejscowość administracyjnie należała do województwa gorzowskiego.
W 2011 Błaki liczyły 24 mieszkańców. We wsi znajduje się kapliczka z figurą Maryi wybudowana pod koniec XIX wieku z kamieni polnych.